# Міжнародна конвенція про боротьбу з торгівлею жінками та дітьми
Міжнаро́дна конве́нція про боротьбу́ з торгі́влею жінка́ми та ді́тьми — юридично обов'язкова для держав-учасниць міжнародна угода, якою забезпечує захист на міжнародному рівні від торгівлі жінками та дітьми, сексуальної їх експлуатації.